# Skime
Skime im Reine Township in Minnesota ist ein Census-designated place in den Vereinigten Staaten.
Südlich von Skime fließt der South Fork Roseau River.
Westlich von Skime befindet sich der Skime WMA State Park.

## Infrastruktur
Skime ist über die County Road 9 an das amerikanische Straßennetz angeschlossen. 
Skime besitzt keinen Eisenbahnanschluss. Der nächstgelegene Eisenbahnanschluss befindet sich in Roseau.
Der nächstgelegene internationale Flughafen befindet sich in Winnipeg.